# Michel Strogoff (film, 1936)
Pour les articles homonymes, voir Michel Strogoff (homonymie).
Pour plus de détails, voir Fiche technique et Distribution.
Michel Strogoff est un film français de Jacques de Baroncelli et Richard Eichberg sorti en 1936, d'après le roman de Jules Verne.
Il a fait l'objet d'une version alternative américaine sortie en 1937.

## Fiche technique
- Réalisation :  Jacques de Baroncelli et Richard Eichberg
- Production : Iossif Ermoliev
- Affiche : René Magritte[1]
- Scénario : Hans Kyser, Jean Bernard-Luc, d'après le roman de Jules Verne
- Dialogues : Jacques Natanson
- Décors : Ivan Lochakoff et Vladimir Meingard
- Photographie : Ewald Daub et Otto Weitzenberg
- Montage : Jean Delannoy
- Compositeur : Hans Sommer
- Pays :  France
- Format : Son mono  - Noir et blanc - 1,37:1
- Date de sortie : 
  - France : 10 mars 1936
- Affiche : René Péron (France)

## Distribution
- Anton Walbrook : 	Michel Strogoff
- Colette Darfeuil : Sangarre
- Armand Bernard : Blount
- Charles Vanel : Ogareff
- Yvette Lebon : Nadia
- Marcelle Worms : Marfa
- Fernand Charpin : Jollivet
- Camille Bert : le grand-duc
- Bill-Bocketts : Wassily
- Bernhard Goetzke : Feofar Khan
- René Stern : le général Kirsanoff
- Victor Vina : le tsar
- André Marnay